# Pristimantis angustilineatus
Pristimantis angustilineatus är en groddjursart som först beskrevs av Lynch 1998.  Pristimantis angustilineatus ingår i släktet Pristimantis och familjen Strabomantidae. IUCN kategoriserar arten globalt som starkt hotad. Inga underarter finns listade i Catalogue of Life.